# Cabrits National Park
Cabrits National Park is een nationaal park in Dominica. Het bestaat uit het schiereiland Cabrits waarop zich Fort Shirley bevindt en een zeereservaat. Het bevindt zich 2 km ten noorden van Portsmouth. Sinds 1987 is het een beschermd natuurgebied.

## Cabrits
Het schiereiland Cabrits is 2,05 km² groot en bestaat uit twee dode vulkanen uit het Pleistoceen. West-Cabrits is 140 meter hoog, en East-Carbits is 171 meter hoog. Cabrits was oorspronkelijk een eiland. Het noorden van Dominica werd gevormd door de eruptie van de vulkaan Morne aux Diables. Door de oceaan en het getijde vormde zich een landengte, en werd Cabrits verbonden met Dominica. Het schiereiland is vernoemd naar het Spaanse woord voor geit.
De landengte en het oostelijk gedeelte bestaat uit zoetwatermoerassen. Het is een belangrijk drasland en wordt veel bezocht door trekvogels. Bij het schiereiland liggen de stranden Douglas Bay en Toucarie Bay die gebruikt worden door karetschildpadden en soepschildpadden om hun eieren te leggen. In 1995 en 1996 werd een groot deel van de stranden door orkanen weggeslagen, maar de schildpadden bleven de stranden bezoeken.

## Fort Shirley
Op het schiereiland tussen de vulkaankraters werd in 1765 Fort Shirley gebouwd door het Verenigd Koninkrijk. Het fort is vernoemd naar gouverneur Thomas Shirley. In 1778 werd Dominika door de Fransen veroverd, en werd het fort verder uitgebreid. In Fort Shirley bevond zich uiteindelijk een garnizoen, zeven kanonnen, zeven ondergrondse kelders, barakken, en meer dan 50 gebouwen. Het fort kon onderdak bieden aan 600 man inclusief slaven. In 1783 werd Dominica heroverd door het Verenigd Koninkrijk.  In 1795 en 1805 werd Dominica opnieuw door de Fransen aangevallen, maar in alle gevallen bleven de schepen uit de buurt van Fort Shirley.
In 1802 vond in Fort Shirley een opstand plaats van het 8e West India Regiment dat bestond uit Afrikaanse slavensoldaten. De soldaten wilden niet terugkeren naar de plantages, en hielden het fort drie dagen bezet. Aan de eisen werd toegegeven, en de soldaten werden vrijgelaten na vervulling van hun dienst. In 1807 werden alle slavensoldaten in het Verenigd Koninkrijk vrijgelaten.
In 1845 werd Fort Shirley verlaten. In 1982 werd onder leiding van Lennox Honychurch begonnen aan de restauratie van het fort. In 2015 werd het op de kandidaatslijst voor het werelderfgoed geplaatst. Er zijn drie wandelpaden op het schiereiland aangelegd en het fort vormt het eindpunt van de Waitukubuli Trail. In 1991 werd een aanlegsteiger voor cruiseschepen bij het fort gebouwd.

## Zeereservaat
De zee rondom het schiereiland en het noorden van Dominica bevat koraalriffen en een grote variëteit aan vissoorten. Bij Toucarie Bay bevinden zich hydrothermale bronnen die bubbels in het water veroorzaken. De zee is geschikt voor snorkelen en duiken. Er bevinden zich ook verschillende scheepswrakken voor de kust.

## Galerij

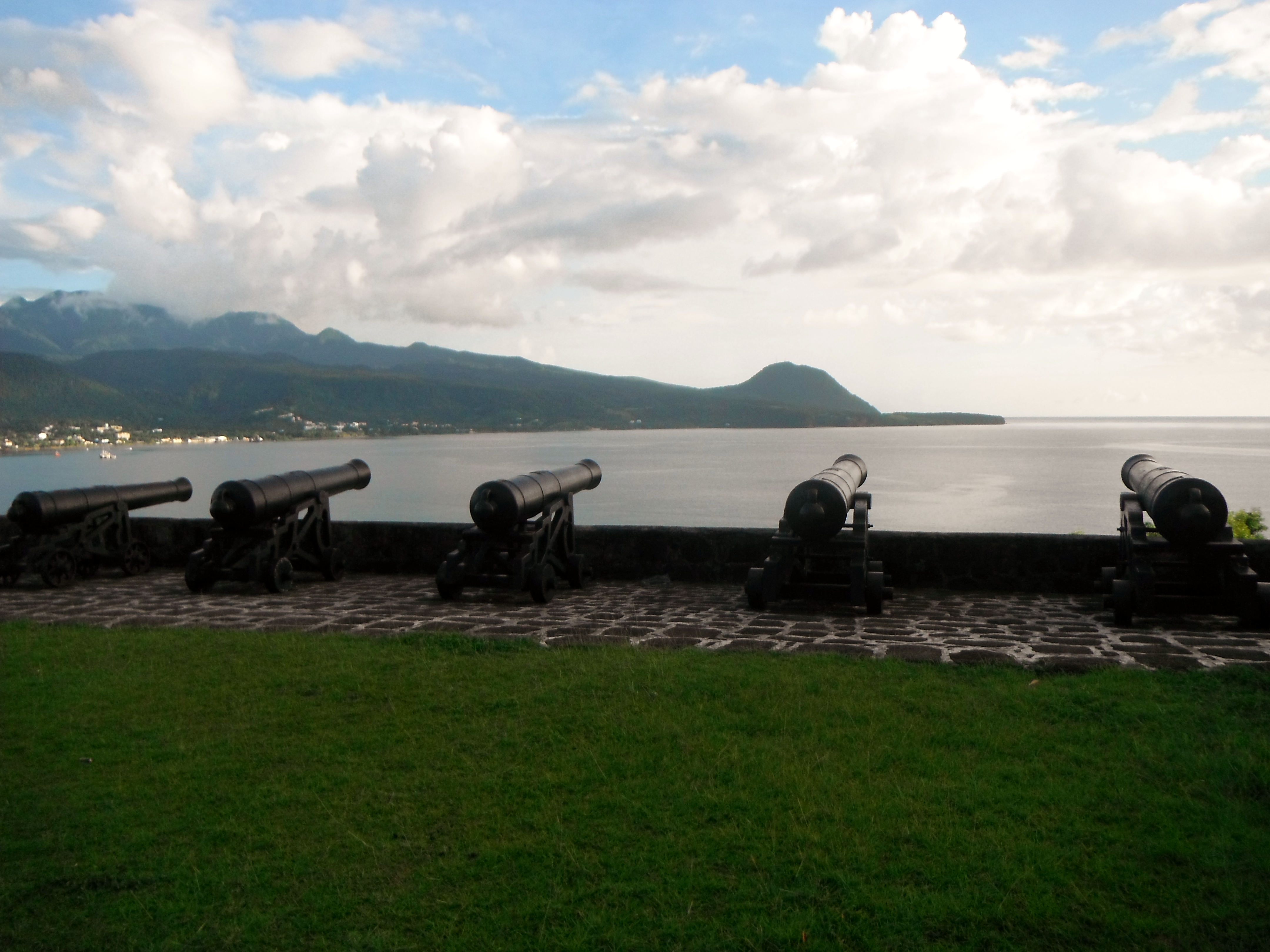
Kanonnen van Fort Shirley
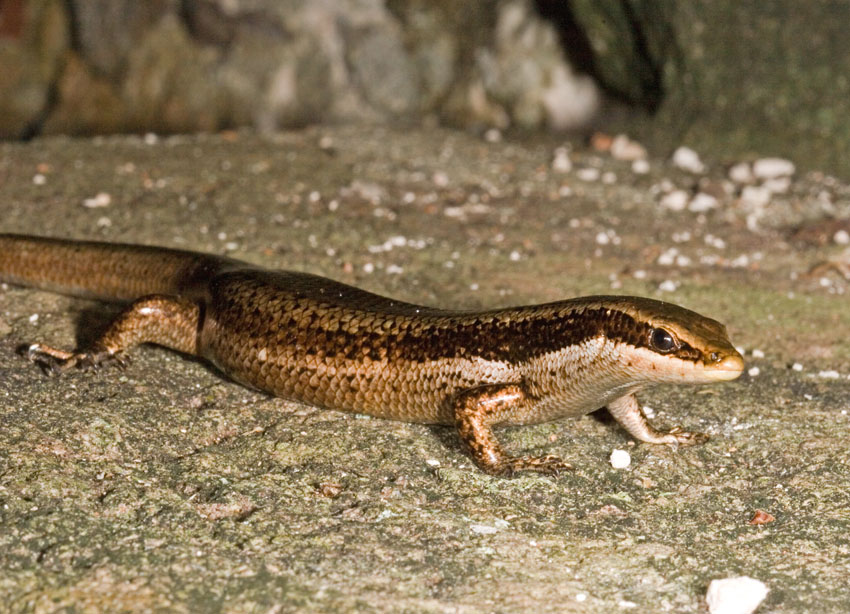
Endemische skink Mabuya dominicana
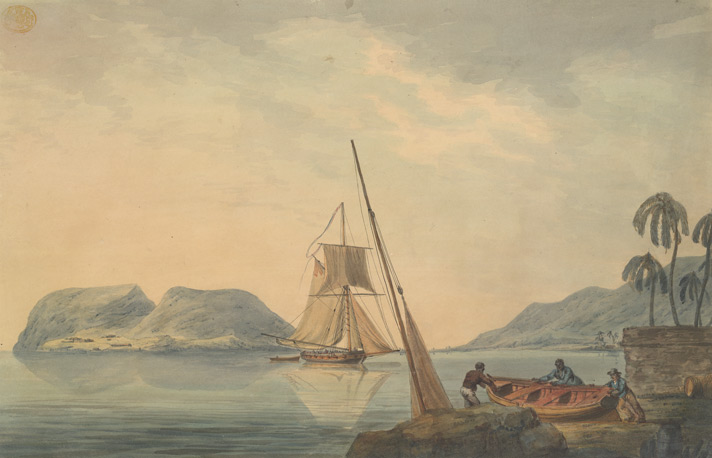
Schilderij van Prince Rupert's Bay met Cabrits op de achtergrond (ca.1780)
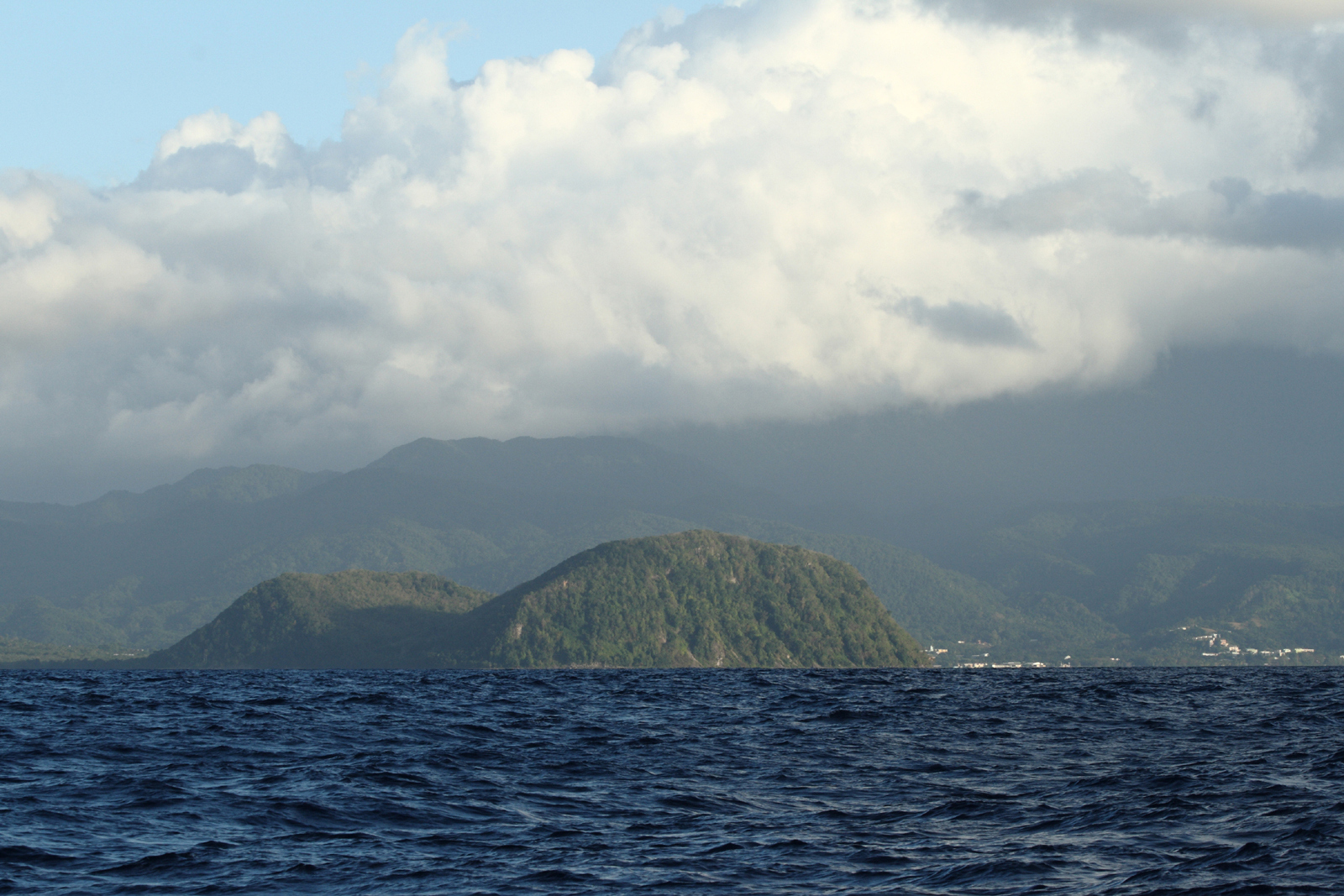
Cabrits gezien vanaf de zee